# Troll (film 2022)
Troll è un film del 2022 diretto da Roar Uthaug.
Si tratta di un monster movie norvegese.

## Trama
Da ragazza, il padre di Nora Tidemann, Tobias, le insegna la mitologia dei Troll e l'origine delle loro montagne locali. Durante una storia, Nora quasi "vede" i volti dei troll trasformati in pietra nella parete rocciosa tra le montagne del Dovrefjell, nelle Alpi Scandinave.
Anni dopo, un'operazione di trivellazione attraverso le montagne di Dovre provoca un'eruzione e la morte di diversi lavoratori e manifestanti. Alla disperata ricerca di risposte, il governo norvegese recluta una vasta gamma di scienziati, tra cui Nora, che ora è una paleontologa alla sua prima importante scoperta. Mentre gli scienziati inizialmente ritengono che l'eruzione sia stata causata dai minatori che hanno colpito una sacca di metano, solo Nora e il consigliere del primo ministro, Andreas Isaksen, sottolineano che la regione è circondata da quelle che sembrano essere grandi impronte.
Il primo ministro permette loro di indagare ulteriormente, assistiti da un militare norvegese, il capitano Kris Holm. Un secondo incidente a miglia di distanza fa a pezzi la casa di una coppia di anziani vicino a Lesja.
Nora inizia a credere che un Troll possa essere responsabile e i tre cercano assistenza da Tobias, che da allora ha perso la sua cattedra per aver creduto nell'esistenza di una base reale per le creature mitiche. Dopo una rapida ricerca delle montagne, Tobias identifica un'anomalia topografica e i quattro risvegliano accidentalmente il Troll addormentato di 45 m (148 piedi), che si è mimetizzato sul fianco della montagna. Scappano, catturando la prima prova video tangibile della teoria di Nora. Il primo ministro organizza un'operazione militare guidata da Kris; Tuttavia, le armi convenzionali infastidiscono solo il troll. Tobias cerca di comunicare con il troll, ma viene ucciso quando la creatura viene spaventata da altri colpi di arma da fuoco. Facendo ricerche sulla mitologia, Nora consiglia un attacco sonico usando le campane della chiesa, ma fa infuriare invece di inabilitare la creatura, causando immensi danni collaterali. A seguito della furia, le agenzie di stampa internazionali riprendono la storia e la trasmettono in tutto il mondo.
Mentre il troll si dirige verso la capitale norvegese Oslo, il primo ministro ordina un'evacuazione completa della città. Dopo aver appreso del piano del governo di distruggere il troll con una bomba nucleare su Oslo, Nora e Andreas si oppongono, ma vengono licenziati dalla task force. Nora fa un ultimo tentativo per scoprire la verità sulla creatura. Gli appunti di Tobias li portano al Palazzo Reale, dove incontrano il capo di corte Rikard Sinding, che rivela la verità sui troll in Norvegia. Tobias aveva sempre avuto ragione; I troll vivevano in Norvegia fino a quando non furono spazzati via dai coloni cristiani e la verità sepolta nel folklore. Quando il padre di Nora si avvicinò troppo alla verità, Sinding lo fece screditare e rinchiudere in un ospedale psichiatrico. Il palazzo reale fu costruito sopra il palazzo del Re dei Troll dopo che i cristiani massacrarono la sua famiglia e lo lasciarono per morto all'interno di una caverna nelle montagne di Dovre. Nora conclude che la creatura si sta dirigendo verso Oslo nel tentativo di tornare a casa.
Scoprendo che i troll sono vulnerabili alla luce diretta del sole, Nora e Kris progettano di esporre il troll alla luce UV di un certo numero di lettini abbronzanti. Mentre Kris invita i commilitoni a preparare la trappola per troll, Andreas chiede alla sua amica Sigrid nella struttura segreta del governo di ritardare il bombardamento di Oslo. Sigrid hackera il sistema militare per fermare l'attacco nucleare. Nora e Andreas mettono il teschio di uno dei cuccioli del troll nel retro del camion della Regina e lo attirano verso la trappola della luce UV. Nora cambia idea all'ultimo minuto, spegne le luci e cerca di salvare la vita della creatura. Tuttavia, il sole sorge in un cielo limpido e uccide il troll. Mentre tutti gli altri si rallegrano, Andreas e Nora si chiedono se ci siano ancora altri troll vivi nelle profondità delle montagne norvegesi.
In seguito, qualcosa sembra emergere con un boato dalle macerie all'interno della grotta di montagna di Dovre.

## Produzione

### Sviluppo
Il regista del film, Uthaug, ha incontrato i dirigenti di Motion Blur Films quando il suo film Tomb Raider era quasi completato per discutere della creazione di un altro film. Uthaug decise di utilizzare un'idea ispirata al folclore norvegese su cui aveva riflettuto per oltre 20 anni. La concept art del mostro che attacca Oslo è stata pubblicata nel marzo 2021. La fase di lavorazione del film è iniziata ad agosto 2021 e si è conclusa a novembre, le riprese si sono svolte ad Askim, Dovre, Indre Østfold, Lom, Øyer, Rena e Ulsteinvik.

## Distribuzione
Il film è stato distribuito sulla piattaforma streaming Netflix a partire dal 1º dicembre 2022.

## Critica
Sul sito aggregatore di recensioni Rotten Tomatoes, il film detiene un indice di gradimento dell'89% basato su 28 recensioni.